# Euptilomyia frontalis
Euptilomyia frontalis är en tvåvingeart som beskrevs av Townsend 1939. Euptilomyia frontalis ingår i släktet Euptilomyia och familjen parasitflugor. Inga underarter finns listade i Catalogue of Life.